# Brachylophon anastomosans
Brachylophon anastomosans là một loài thực vật có hoa trong họ Malpighiaceae. Loài này được Craib mô tả khoa học đầu tiên năm 1926.